# Shannonomyia neoseclusa
Shannonomyia neoseclusa är en tvåvingeart som beskrevs av Alexander 1969. Shannonomyia neoseclusa ingår i släktet Shannonomyia och familjen småharkrankar. Inga underarter finns listade i Catalogue of Life.